# Die Schwarze Front
Die Schwarze Front (tysk for Den sorte front), formelt kendt som Kampfgemeinschaft Revolutionärer Nationalsozialisten (Kampfællesskabet af revolutionære nationalsocialister), var en tysk nationalsocialistisk udbrydergruppe, som blev dannet af Otto Strasser efter at han blev ekskludert fra NSDAP i 1930.
Strasser mente, at den oprindelige antikapitalistiske ideologi i NSDAP var blevet forrådt af Adolf Hitler. Die Scwarze Front bestod af radikale eksmedlemmer af NSDAP, som ønskede at splitte hovedpartiet. Strassers organisation udgav avisen Die Deutsche Revolution (Den tyske revolution), der brugte hammer og sværd lagt i kryds som symbol. Dette symbol bruges forsat af flere strasseristiske grupper i dag.
Organisationen var ude af stand til at stå i mod NSDAP, og Hitlers magtovertagelse blev slutningen på bevægelsen. Otto Strasser tilbragte krigsårene i eksil, først i Tjekkoslovakiet og senere i Canada, hvorfra han først fik lov at vende hjem flere år efter krigen. Oppositionen i NSDAP blev udryddet i 1934 under De lange knives nat, hvor Otto Strassers bror, Gregor Strasser, og Ernst Röhm samt mange flere blev myrdet.